# Бессаих, Буалем
Буалем Бессаих (араб. بوعلام بسايح‎, фр. Boualem Bessaïh; 1930 — 28 июля 2016, город Алжир) — алжирский государственный деятель, дипломат и учёный. С 1979 по 1989 год занимал несколько министерских постов в правительстве страны. Профессор словесности и гуманитарных наук в университете Алжира.

## Биография и карьера
С середины 1950-х гг. участвовал в Армии национального освобождения. С 1959 по 1962 г. являлся членом генерального секретариата Национального совета Алжирской революции. Был помощником Абдельхафида Буссуфа в организации алжирской разведки, в 1961 году руководил её секцией противодействия шпионажу в Триполи (Ливия).
После провозглашения независимости Алжира перешел на дипломатическую работу.
- 1963—1970 гг. — посол в Бельгии и Люксембурге (по совместительству),
- 1970—1971 гг. — посол в Египте,
- 1971—1978 гг. — генеральный секретарь и представитель президента в Министерстве иностранных дел, с 1971 по 1974 г. был представителем Алжира в Лиге арабских государств,
- 1979—1980 гг. — посол в Кувейте.

Затем входил в состав правительства страны:
- 1980—1984 гг. — министр информации, одновременно с 1980 по 1982 г. — министр культуры,
- 1984—1986 гг. — министр почты и телекоммуникаций,
- 1986—1988 гг. — министр культуры и туризма,
- 1988—1989 гг. — министр иностранных дел. Активно участвовал в трехсторонних переговорах Алжир — Марокко — Саудовская Аравия в составе саммита Лиги арабских государств в Касабланке в 1989 году с целью завершения гражданской войны в Ливане.

В 1991—1992 гг. — посол в Швейцарии и в Ватикане (по совместительству).
В 1997 г. был назначен президентом Ламином Зеруалем членом Совета Нации (верхней палаты парламента Алжира), был избран председателем его комитета по иностранным делам.
В 2000—2005 гг. — посол в Марокко.
В сентябре 2005 г. был назначен президентом Бутефликой председателем Конституционного Совета и служил в этой должности до марта 2012 г.
Помимо государственной службы, преподавал в Алжирском университете в качестве профессора филологии и литературы, а также написал ряд историко-биографических книг, в частности:
- * «Мохамед Белкхейр, запрещенный штандарт» (1976)
- * «От эмира Абд аль-Кадира до имама Шамиля. Герои чеченцев и кавказцев» (2001)
- * «От Луи-Филиппа до Наполеона III. Эмир Абделькадер, побежденный, но торжествующий» (2002)
- * «В конце аутентичности, сопротивление мечом или ручкой» (2002)
- * «Абделла бен Керью, поэт из Лагуата и Сахары» (2003)

11 июня 2016 г. был назначен президентом Абдель Азизом Бутефликой на должность государственного министра, специального советника и представителя президента Алжира, однако умер менее чем через два месяца скоропостижно скончался.